# Taraf

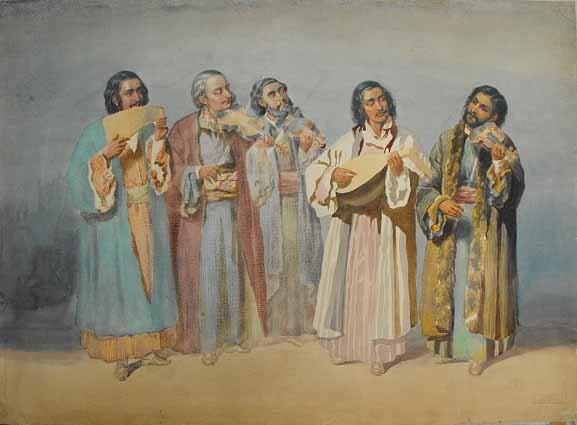
Taraful lui Ochi-Albi, desen de Carol Popp de Szathmáry, 1860

Taraful este o formație muzicală, constând dintr-un grup mic de lăutari (de la 3 până la 8), care cântă muzică lăutărească sau populară.
Ei se bazează, în general, pe instrumentele cu coarde, la care se adaugă de obicei un instrument specific zonei folclorice respective:
- în Muntenia și Oltenia: cobza și țambalul
- în Moldova: trompeta și fluierul
- în Banat: taragotul
- în Transilvania: clarinetul
- în Maramureș chitară cu 2-3 corzi, denumit greșit zongora, deoarece cuvântul înseamna pian în limba maghiară.
Orchestra de muzică populară, față de taraf, este alcătuită dintr-un număr mare de instrumente muzicale, din care nu lipsesc cele din familia instrumentelor cu coarde și arcuș, țambalul, naiul, fluierul, acordeonul, cobza, cimpoiul, iar uneori trompeta și taragotul. Orice orchestră populară are și soliști instrumentiști, uneori aceștia cântă la pseudo-instrumente ca: fir de iarbă, coajă de mesteacăn, solz de pește, frunză, etc. În afară de acest gen de orchestră, mai întâlnim orchestre de fluieraș, de muzicuțe etc.